# Discovery Life
Discovery Life (anteriormente Discovery Fit & Health) es un canal de televisión por suscripción estadounidense, propiedad de Warner Bros. Discovery. Su programación se relaciona con el Fitness y la salud, de ahí su nombre. Es el resultado de la unión de los canales Discovery Health Channel y Fit tv que mantienen sus programas destacados. Se puso en marcha el 1 de febrero de 2011.
Discovery Life está disponible en aproximadamente 50 millones de hogares y se encuentra en la ubicación del canal desaparecido FitTV.

## Historia
Discovery Communications cerró Discovery Health Channel a las 23:59 hora el 31 de diciembre de 2010 y utilizó su antiguo canal para darle espacio a Oprah Winfrey Network una nueva red bajo el auspicio de Oprah Winfrey. Sus antiguos programas pronto comenzaron a transmitirse por FitTV. 
El 17 de enero de 2011, Discovery Communications anunció que FitTV y Discovery Health Channel se fusionarían y se renombrarían  como Discovery Fit & Health el 1 de febrero de 2011, utilizando el espacio antiguo del canal FitTV.
El 15 de enero el canal fue renombrado como Discovery Life.